# Мамука (царь Имеретии)
Мамука (груз.: მამუკა; fl. 1719—1769) — царь Имеретии (1746—1749). Из имеретинской ветви династии Багратионов.
Внебрачный сын царя Имеретии Георгия VII (1707—1711, 1712—1713, 1713—1716, 1719—1720). Брат царя Имеретии Александра V (1720—1752).

## Биография
Второй сын царя Имеретии, Георгия VII, от брака с Родам из ветви Багратион-Мухранских (дочь царя Картли, Георгия XI, правившего 1676—1688, 1703—1709 гг.).
Мамука дважды пытался отнять корону Имеретии у своего брата, Александра V.
В декабре 1732 года Отия Дадиани, владетельный князь Мегрелии и шурин Мамуки, в союзе с имеретинскими князьями Зурабом Абашидзе и Григолом, эриставом Рачи, попытался свергнуть Александра и посадить на престол Имеретии Мамуку. Мятежники взяли в блокаду Кутаиси, столицу Имеретии, но не решились атаковать цитадель, опасаясь реакции Османской империи, приняв решение отступить. Вскоре они вернулись в наступление и снова выступили против власти царя.
А после того Дадиани, эристави и Зураб вновь привлекли на свою сторону Мамуку, собрали войско большое и отправились на Александра, чтобы убить его или изгнать. Тогда стоящий в Чихори Александр призвал Мамию Гуриела, Левана Абашидзе, брата Кацо Дадиана, эристава Долинных земель, Мераба Цулукидзе и остальных имеров. Утром подошли они и сразились друг с другом, был бой и погибли многие с обеих сторон лета Христова 1734, грузинского 422. Потом одолели [воины] Александра и убивали, догнали Дадиана, выстрелили из ружья и упал он с коня. Еще ранили Давида Абашидзе. У этих убили Кацо, брата Дадиана. Погнались за бежавшими, ибо был снег большой, перебили, пленили рачинцев, лечхумцев и одишцев и продали всех османам.Вахушти Багратиони, история царства Грузинского (жизнь Имерети)
Александр, поддержанный владетельным князем Мамией IV Гуриели, одержал победу в битве при Чихори, захватив Отию Дадиани, но под давлением Османской империи царь был вынужден вернуть его в Мегрельское княжество, и уступить округа Сачилао и Самикелао своему мятежному брату Мамуке. Позже Мамука смог лишить княжескую семью Чиджавадзе крепости Себека и других имений.
Затем подошел Мамука к крепости Бежана Чиджавадзе и тайком взял Себекскую крепость, потом Мамука взял крепость Бежана и захватил [земли] Чиджавадзе.Вахушти Багратиони, история царства Грузинского (жизнь Имерети)
В 1741 году Мамука последовал за Александром в его изгнании в Картлийское царство, когда трон Имеретии был захвачен их сводным братом Георгием IX в результате османского переворота. Мамука вскоре бежал от беспорядков в Картли обратно в Имеретию, и Александр также смог возобновить свое правление в том же году.
В 1746 году дворяне Имеретии снова подняли восстание, и посадили Мамуку на трон Имеретинского царства.
В 1749 году с помощью османского паши Ахалцихе Александр вернул себе трон. Александр умер в 1752 году, оставив трон своему 17-летнему сыну Соломону I.

### Восстание против Соломона
Мамука был членом партии, выступавшей против вступления на трон Соломона. После того, как Соломону удалось воссесть на трон, Мамука бежал в Ахалцихе.
Из Самцхе Мамука совместно с правителем Самцхе продолжал сеять смуту в Имеретии, но Соломон нанес решительное поражение османам и их имеретинским союзникам в битве при Хресили в 1757 году.
В 1766 году мятежной имеретинской аристократии удалось посадить сына Мамуки, царевича Теймураза на трон Имеретии. Соломон вернул себе престол в 1768 году. Теймураз вместе со своим братом Георгием был заключен в темницу крепости Мухури, и больше его никто не видел.

## Смерть
Мамука скончался около 1769 года.

## Семья
В 1732 году Мамука женился на княжне Дареджан Дадиани, дочери Бежана Дадиани, князя Мегрелии. У него было двое сыновей:
1. Теймураз (умер ок. 1768), царь Имеретии (1766—1768);
2. Георгий (ум. 1768).